# Bivuac (furnici)

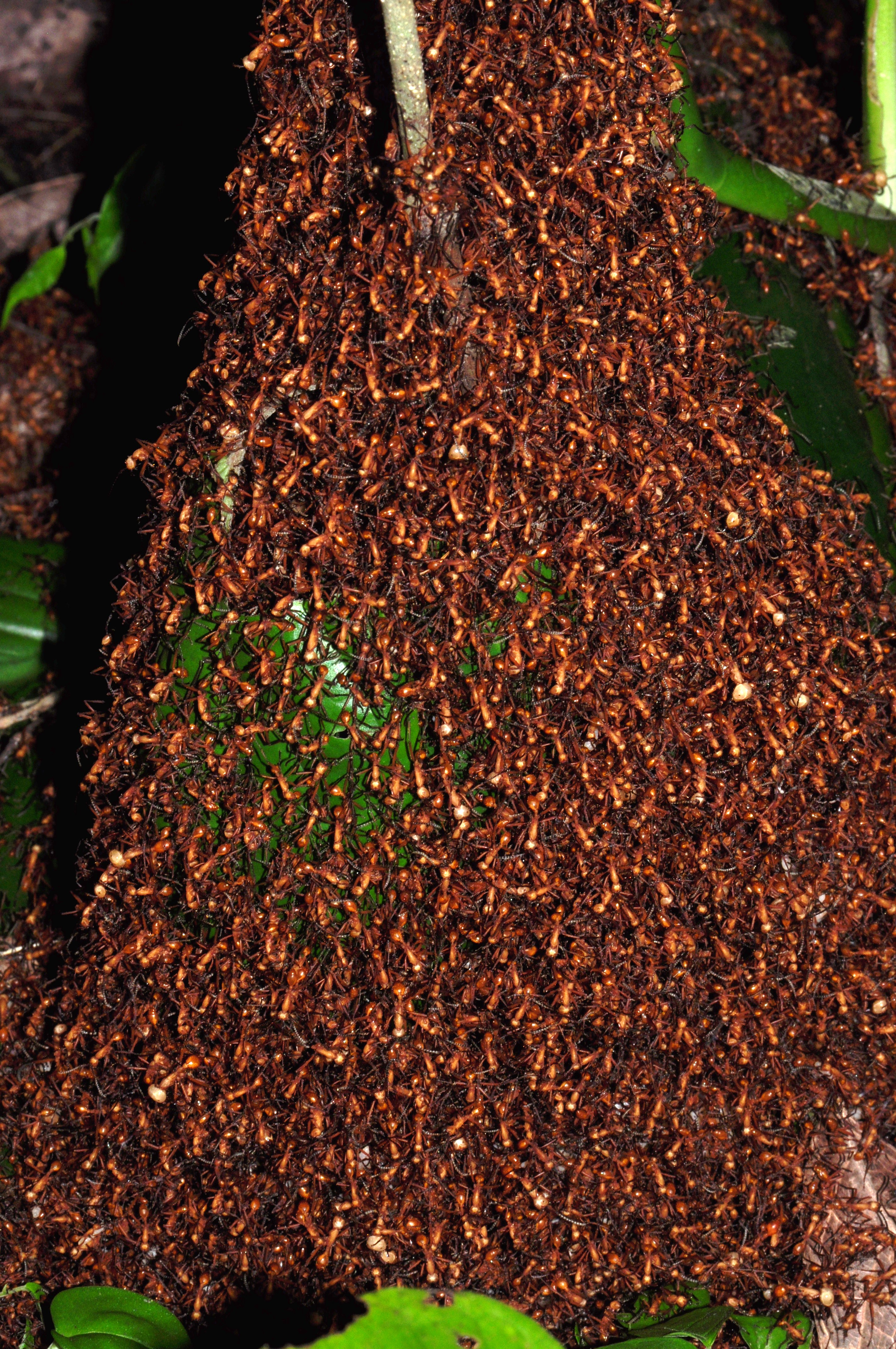
Bivuac de furnici militare.

Un bivuac este o structură formată din colonii migratoare de furnici conducătoare și furnici militare, precum specia Eciton burchellii. Un cuib este construit din corpurile lucrătorilor - furrnici vii pentru a proteja matca și larvele, iar mai târziu este deconstruit pe măsură ce furnicile merg mai departe.
Furnicile militare se pot hrăni cu insecte pe suprafețe mari de peste 1.800 de metri pătrați într-o singură zi, așa că trebuie să se mute constant în noi zone. În timpul a ceea ce se numește faza de migrație, furnicile instalează bivuacuri în locuri noi în fiecare noapte. Între 150.000 și 700.000 de corpuri de lucrătoare acoperă și protejează regina, legând picioarele și corpurile într-o masă care măsoară un metru. Mii de larve sunt situate în apropierea centrului cu matcă, iar lucrătoarele sunt responsabile pentru hrănirea lor. LucrÂtorii mai mari servesc și ca hamali, transportând larve la noi bivuacuri. Dimineața, bivuacul se dizolvă în coloane de raid care formează un front în formă de evantai. Aceste coloane de raid pot călători cu până la 20 de metri pe oră, lucrătorii conducători așătând o cale chimică pe care alți lucrători să le urmeze. Lucrătorii mai mici conduc coloana, în timp ce soldații mai mari protejează flancurile.